# Biggs (California)
Biggs (anteriormente, Biggs Station) es una ciudad ubicada en el condado de Butte en el estado estadounidense de California. Según las estimaciones de 2009 tenía una población de 1.815 habitantes y una densidad poblacional de 1.417,97 personas por km².

## Geografía
Biggs se encuentra ubicada en las coordenadas 39°24′50″N 121°42′37″O / 39.41389, -121.71028. Según la Oficina del Censo, la ciudad tiene un área total de 1.3 km² (0.5 sq mi), de la cual toda es tierra.

## Demografía
Los ingresos medios por hogar en la localidad eran de $33.250 y los ingresos medios por familia eran $39.063. Los hombres tenían unos ingresos medios de $32.692 frente a los $22.500 para las mujeres. La renta per cápita para la localidad era de $12.386. Alrededor del 11.7% de las familias y del 17.5% de la población estaban por debajo del umbral de pobreza.